# Honoré Dutrey
Honoré Dutrey (* 19. Februar 1894 in New Orleans; † 21. Juli 1935 in Chicago) war ein US-amerikanischer Jazz-Posaunist des New Orleans Jazz.

## Leben und Wirken
Honoré Dutrey wurde bekannt durch sein Spiel in der Band von King Olivers Creole Jazz Band, mit der er bereits in New Orleans und in den 1920er Jahren in Chicago auftrat und an dessen klassischen Schallplatten-Aufnahmen mitwirkte. Noch in New Orleans arbeitete er auch in der Excelsior Brass Band, die von George Moret geleitet wurde, sowie mit Buddy Petit, Joe Robichaux und Jimmie Noone. 1917 leistete er seinen Militärdienst bei der Marine ab und zog danach nach Chicago. Sein Spiel kontrastierte mit dem anderer New-Orleans-Posaunisten wie etwa Kid Ory. Nach dem Ausscheiden bei Oliver 1924 hatte Dutrey kurzzeitig eine eigene Formation, mit der er im Lincoln Gardens auftrat. Außerdem spielte er mit den anderen Stars der Chicagoer Jazzszene, wie den Bands von Carroll Dickerson, Johnny Dodds und Louis Armstrong Stompers, mit denen er im Sunset Cafe auftrat. Durch einen Unfall während seiner Zeit bei der US-Navy litt er zeitlebens an Asthma; er musste deshalb 1930 den Musikerberuf aufgeben.
Nach dem Urteil von Leonard Feather gilt Dutrey als einer der führenden Posaunisten seiner Zeit.